# Ivan Pištora
Ivan Pištora (* 31. prosince 1963) je český politik za Občanskou demokratickou stranu z Chrudimi, po sametové revoluci československý poslanec Sněmovny lidu Federálního shromáždění.

## Biografie
Po roce 1989 patřil k předákům Občanského fóra na Chrudimsku. V 2. polovině roku 1990 vystoupil kriticky proti postoji českého premiéra Petra Pitharta k bývalým komunistům. Později po rozkladu Občanského fóra přešel do nově utvořené Občanské demokratické strany (ODS). Ve volbách roku 1992 byl zvolen za ODS, respektive za koalici ODS-KDS, do Sněmovny lidu (volební obvod Východočeský kraj). Ve Federálním shromáždění setrval do zániku Československa v prosinci 1992.
V živnostenském rejstříku je evidován bytem Chrudim. V komunálních volbách roku 1994 kandidoval za ODS neúspěšně do zastupitelstva města Chrudim. Úspěšný nebyl ani v komunálních volbách roku 2002. Zvolen do zastupitelstva byl až v komunálních volbách roku 2006. V komunálních volbách roku 2010 se neúspěšně snažil mandát obhájit. Profesně se uvádí jako konzultant, respektive konzultant v oblasti ekologie. 7. kongres ODS v roce 1996 ho zvolil do Výkonné rady ODS. V této funkci ho potvrdil i 8. kongres ODS roku 1997. V roce 2004 je uváděn jako člen rady místního sdružení ODS v Chrudimi. V roce 2007 byl zvolen předsedou oblastní organizace ODS na Chrudimsku.
Na sociální síti Twitter vystupuje pod jménem Dojnice, přičemž podle Úřadu pro dohled nad hospodařením politických stran a hnutí na tomto účtu vede prokazatelně negativní kampaň, nejčastěji proti Andreji Babišovi. Podle úřadu byla minimálně částečně správa jeho twitterového účtu hrazena z prostředků ODS, která však výdaje na tuto kampaň nezahrnula do oficiálních nákladů.